# Bernadette Paaßen
Bernadette Paaßen (* 21. Mai 1971 in Straelen) ist eine deutsche Kamerafrau.

## Leben
Bernadette Paaßen studierte von 1992 bis 1997 an der Filmakademie Baden-Württemberg in Ludwigsburg, welches sie anschließend von 1997 bis 2000 mit einem Aufbaustudium an der Filmhochschule in Lodz ergänzte.
Sie lebt seit 2001 in Berlin.
Ihre Kameraarbeit ist ein wesentlicher Beitrag zur Filmästhetik der Berliner Schule.
Bernadette Paaßen erhielt auf dem 10. Internationalen Filmfestival Dortmund (12.–17. April 2005) den mit 5000 € dotierten Kamerapreis femme totale.

## Filmografie
- 1997: Ein Film über den Arbeiter, 18 min, s/w 16mm, Regie: Stefan Hayn, Internationale Kurzfilmtage Oberhausen
- 1998: Dreizehn Regeln oder Die Schwierigkeit sich auszudrücken, Mitarbeit, Regie: Stefan Hayn
- 1999: Jestem tu (bin hier), 19 min, Farbe dvcam, Regie: Bernadette Paaßen, internationale Dokfilmfestivals in Krakau, München, Neubrandenburg, Stuttgart, Dresden (lobende Erwähnung)
- 2000: I wish, I wait, 17 min, Farbe 35mm, Regie: Ewa Banaszkiewicz, Int. Filmfestival Cannes 2001, Morbegno Film Festival, Festival Signes de Nuit Paris, Mostra Curta Cinema
- 2000: Tymon, 45 min, Farbe dvcam und s/w 16mm, Regie: Bernadette Paaßen, Sopot Filmfestival, Polen
- 2002: Schuldnerberichte, 90 min, Farbe und s/w 16mm, Regie: Stefan Hayn und Anja-Christin Remmert, Ausstrahlung im SWR
- 2002: Wer ist Anna Walentynowicz? 60 min Farbe dvcam, Regie: Sylke Rene Meyer, Ausstrahlung im WDR und arte
- 2003: Unterwegs, 81 min, Farbe blow-up dv-35mm, Regie: Jan Krüger, Tiger-Award Rotterdam, Berlinale 2004 - Perspektive Deutsches Kino, Crossing Europe Linz, Berlin and Beyond San Francisco
- 2004: All’s very well, 46 min, Farbe dvcam, Regie: Idit Samet, Jerusalem Filmfestival
- 2004: Eviannaive,  80 min, Farbe dvcam, auch Kamera: Marcus Jaeger, Regie: Verena Vargas
- 2004: In den Schubladen, 58 min, Farbe dvcam und s/w 16mm, Regie: Nathalie Schwarz
- 2005: Malerei heute, 61 min, Farbe und s/w 35mm, Regie: Anja-Christin Remmert, Stefan Hayn
- 2005: Lâl, Kurz-Spielfilm, Regie: Dirk Schäfer
- 2006: Ray – sTAP Back, 60 min, Regie: Teresa Renn, Nathalie Schwarz
- 2006: Solange Du hier bist, Regie: Stefan Westerwelle
- 2006: Tango apasionado, 13 min, Regie: Jan Krüger
- 2007: Punk im Dschungel, Regie: Andreas Geiger
- 2007: Cowboys & Communists, 64 min, Regie: Jess Feast
- 2007: Johanna sucht das Glück, 83 min, Regie: Johanna Kainz
- 2007: Solange du hier bist, 77 min, Regie: Stefan Westerwelle
- 2007: Verführung von Engeln – Kurzfilme von Jan Krüger, Regie: Jan Krüger
- 2008: Yasam arsizi, 117 min, Regie: Yasemin Alkaya
- 2008: Tasha, 28 min, Regie: Matthew A. Brown
- 2009: Deutschland 09 – 13 kurze Filme zur Lage der Nation, Segment Gefährder, Regie: Jan Krüger
- 2009: Rückenwind, 75 min, Regie: Jan Krüger
- 2009: Charming for the Revolution, 11 min, Regie: Pauline Boudry und Renate Lorenz
- 2009: Esterhazy, mit Izabela Plucinska, Kurz-Animationsfilm, Regie: Izabela Plucinska
- 2010: Die Entgleisten, 90 min, Regie: Knut Beulich
- 2010: Global Pirates, 62 min, Regie: Laurent Notaro
- 2011: Auf der Suche (auch: Looking for Simon), 90 min, Regie: Jan Krüger, mit Corinna Harfouch als Darstellerin
- 2012: Unter Männern – Schwul in der DDR, Regie: Marcus Stein, Ringo Rösener
- 2012: Ins Blaue, Regie: Rudolf Thome
- 2014: Straub, Regie: Stefan Hayn